# 야니스 루시스
야니스 루시스(라트비아어: Jānis Lūsis, 1939년 5월 19일 ~ 2020년 4월 29일)는 라트비아의 육상 선수로, 소비에트 연방을 대표하여 창던지기 선수로 활약하였다.
옐가바에서 태어난 루시스는 다우가 후원자 스포츠 사회에서, 후에 군사 스포츠 사회에서 훈련을 받았다. 1964년 도쿄 올림픽에 첫 참가하여 동메달을 따고, 4년 후에 멕시코시티 올림픽에서 90.10m의 기록을 세워 금메달을 획득하였다.
1972년 뮌헨 올림픽 남자 창던지기 경기는 올림픽 역사상 가장 가까운 이벤트였다. 서독의 클라우스 볼퍼만이 5회 라운드에서 올림픽 기록 90.48m와 함께 루시스로부터 타이틀을 차지하였다. 6회와 마지막 라운드에서 루시스는 90.46m를 던지면서 2위로 왔다.
2003년으로 봐서 루시스는 올림픽 메달을 세우는 데 완료한 단 하나의 라트비아 선수로 남아있다. 그는 2개의 세계 기록들 91.68m(1968)과 93.80m(1972)을 세웠다. 4회의 유럽 선수권 우승을 하였고, 1987년 국제 육상 경기 연맹은 루시스를 세계 가장 위대한 창던지기 선수 후보로 임명하였다.
그의 아들 볼데마르스 루시스는 2000년과 2004년 2개의 하계 올림픽에서 창던지기 선수로 참가하였다.
2009년 "올해의 라트비아 스포츠인 시상식"에서 일생의 스포츠 공로상을 수상하였다.
2014년 IAAF 명예의 전당으로 헌액되었다.
2020년 4월 29일 80세의 나이로 사망하였다.